# Моріс Авраам Коен
Моріс (Мойсей) Авраам Коен (англ. Maurice (Moses) Abraham Cohen; 1851, Рава-Руська — 26 червня 1923, Сідней) — лінгвіст, перекладач, педагог, редактор єврейського походження. Основоположник єврейської освіти в місті Сідней, Австралія.

## Біографія
Коен народився 1851 року в місті Рава-Руська в польсько-єврейській родині сефардського походження, бувши прямим нащадком Авраама де Моссо Коена, рабина, який заснував іспансько-єврейську громаду Замостя. Моріс Авраам у ранньому віці переїхав до Великої Британії, щоб здобути освіту в Єврейському коледжі в Лондоні.
Він помер 26 червня 1923 року у віці 72 років, у нього залишилося шестеро синів.

## Кар'єра
Після здобуття освіти Коен працював учителем, а потім поїхав до Індії. Тут він був директором школи Сассун у Мумбаї, одночасно здобуваючи науковий ступінь у Мумбайському університеті. Потім він служив особистим перекладачем генерала Фредеріка Робертса, командувача британських військ в Афганістані під час другої англо-афганської війни. У 1887 році, після відпустки в Англії, він поїхав до Австралії, де став першим директором єврейської недільної школи, яка нещодавно була заснована в Сіднеї. Згодом його призначили головою Єврейської ради освіти Нового Південного Уельсу.
За життя Коен вважався світовим експертом з мови урду. Свого часу він був редактором першої єврейської щотижневої газети в Сіднеї, а також викладачем івриту в кількох богословських коледжах Австралії. Моріс Авраам Коен вільно володів, а також викладав їдиш, ладіно, іспанську, німецьку, арамейську, амхарську та арабську мови.

### Питання австралійських аборигенів
Коен був одним із перших австралійців європейського походження, який привернув увагу до тяжкого становища австралійських аборигенів і виступав за компенсацію та земельні права, навіть ризикуючи своєю посадою редактора австралійського видання на івриті через свої палкі публіцистичні статті на цю тему. Він також виступав за збільшення недискримінаційної імміграції представників усіх культур і рішуче виступав проти політики «Білої Австралії».